# Det kunne være så skønt
Det kunne være så skønt er en dansk dokumentarfilm fra 1976 med instruktion og manuskript af Henning Serritslev.

## Handling
På baggrund af en bog af en NOAH-gruppe gennemgås livet i byen og specielt privatbilismen. De gode sider opremses, men de overskygges langt af de dårlige: Det høje støjniveau, forurening, antallet af trafikuheld, parkeringspladsernes dominans over grønne områder. Overfor står den kollektive trafiks muligheder. Men den vej går udviklingen ikke. Det ku' være så skønt.